# Nattjärnen (Karbennings socken, Västmanland)
Nattjärnen är en sjö i Norbergs kommun i Västmanland och ingår i Norrströms huvudavrinningsområde. Sjön är 2,4 meter djup, har en yta på 0,025 kvadratkilometer och befinner sig 152 meter över havet.